# Sandcastle Disco
«Sandcastle Disco» es una canción de la artista estadounidense Solange desprendido de su segundo álbum de estudio, Sol-Angel and the Hadley St. Dreams (2008). Es producido por Soulshock & Karlin, quien también escribió la canción con Knowles y Cee-Lo Green y fue publicado como el segundo sencillo del álbum 25 de noviembre de 2008

## Lanzamiento
La canción fue lanzada en los en 25 de noviembre de 2008  , pero no recibió una fecha de anuncios de radio y prosperó con descargas digitales moderadas y sus apariciones promocionales, incluido el debut del video en TRL. Solange promocionó fuertemente la canción en los Estados Unidos con presentaciones en el Late Show with David Letterman a finales de agosto y Jimmy Kimmel Live! en Septiembre.
El sencillo recibió una gran difusión en los canales de música del Reino Unido, pero no obtuvo una difusión significativa en los formatos de radio. Promocionó la canción en The Paul O'Grady ShowThe Paul O'Grady Show and Later... with Jools Holland en noviembre de 2008. Debido a la transmisión radial limitada, el sencillo no se ubicó solo en las descargas en las semanas previas al lanzamiento. fecha.
El 20 de diciembre de 2008, la canción alcanzó el puesto número uno en la lista Billboard Hot Dance Club Play de Estados Unidos.